# Lisa Carrington
Lisa Carrington, född den 23 juni 1989 i Tauranga i Nya Zeeland, är en nyzeeländsk kanotist.
Hon tog OS-guld i K1 200 meter i samband med de olympiska kanottävlingarna 2012 i London.
2014 slog hon världsrekord i K1 200 meter på tiden 37,898 sekunder.
Vid de olympiska kanottävlingarna 2016 i Rio de Janeiro tog hon en guldmedalj i K-1 200 meter och en bronsmedalj i K-1 500 meter.
Vid de olympiska kanottävlingarna 2021 i Tokyo tog hon Guld i både K1 200 meter och K1 500 meter. Dessutom tog hon och Caitlin Regal Guld i K2 500 meter på tiden 1:35.785 vilket innebar ett nytt världsrekord.
Under Olympiska sommarspelen 2024 i Pars vann Carrington tre guld på tre dagar i K-4 500 meter, K-2 500 meter och K-1 500 meter. Hon har därmed vunnit åtta OS-guld totalt och tangerade Birgit Fischers rekord som den kanotist med flest OS-guldmedaljer genom tiderna.